# Marie-Pierre de Surville
Marie-Pierre de Surville, née le 25 novembre 1965, est une administratrice dans le domaine culturel. Elle a assuré différentes fonctions dans le spectacle vivant (l'Opéra de Paris, le Festival international d'art lyrique d'Aix-en-Provence, etc.), puis à Universcience, elle a dirigé la radio France Musique du 2 juin 2014 au 10 juillet 2015 puis mené auprès de Mathieu Gallet une mission de préfiguration d'une direction de la création culturelle de Radio France. Elle a quitté Radio France en février 2016.

## Biographie
Elle est diplômée de l’Institut d’études politiques de Paris (1988). Elle obtient également en 1990 un DEA d’études soviétiques et est-européennes, toujours à l'IEP de Paris. Son parcours professionnel commence chez Arthur Andersen en 1989.
De 1991 à 1994, elle a assuré la direction de production de l'Opéra national de Paris. En 1994, elle devient programmatrice et administratrice de la Maison des arts de Créteil,  puis conseillère artistique de Lille 2004 (capitale européenne de la culture). 
De 2003 à 2006, elle est directrice de production du Festival international d'art lyrique d'Aix-en-Provence, puis directrice générale de la filiale des spectacles du château de Versailles en 2006.   Elle est ensuite conseillère « spectacle vivant » au ministère de la Culture, dans le cabinet de Christine Albanel, en  2007 et y côtoie Mathieu Gallet, alors responsable de l'audiovisuel dans ce même cabinet ,. Puis  directrice générale adjointe du projet Marseille-Provence 2013 en juin 2009, aux côtés de Bernard Latarjet ,.
Elle quitte ce projet en décembre 2009 pour des raisons personnelles et devient directrice générale adjointe d'Universcience, aux côtés de Claudie Haigneré .  Universcience est un établissement public issu d'un rapprochement entre la Cité des sciences et de l'industrie et le Palais de la découverte. 
En mai 2014, Mathieu Gallet l'appelle à la direction de France Musique, avec une mission claire : « il n'est pas acceptable qu’à Paris par exemple, l’audience de France Musique soit de 1,2 point contre 3,5 pour Radio Classique. On ne peut accepter un rapport de un à trois et pour cela il va falloir réfléchir à adapter la programmation, en laissant plus de place à la musique et moins à la musicologie ». Le 10 juillet 2015 , elle quitte France Musique pour prendre en charge auprès de Mathieu Gallet une mission de préfiguration d'une direction culturelle à Radio France. Cette mission achevée, elle quitte Radio France le 29 février 2016.